# Ультрафиолетовая печать
Ультрафиолетовая печать (UV- или УФ-печать) — разновидность печати с использованием УФ-отверждаемых чернил, которые застывают (фотополимеризуются) под воздействием ультрафиолетового излучения, образуя плёнку на запечатываемом материале.

## Применение
Технология УФ-печати широко применяется в изготовлении брендированной сувенирной продукции: ручек, флеш-карт, зажигалок, блокнотов, брелоков и др. продукции с логотипом компании. Изображение наносится практически на любую основу после предварительной обработки — обезжиривания, очистки от пыли, обработки специальными растворами для лучшей адгезии краски.

## История развития
Развитие УФ-печати проходило в несколько сложных этапов.
Впервые в мире струйный принтер для УФ-печати появился в 2000 году (Durst Rho160). В то время из-за недостаточного развития светодиодных технологий выбор производителей остановился на УФ-лампах как основном источнике УФ-излучения.
В настоящее время средний срок эксплуатации УФ-лампы — 600—1500 часов. С момента включения лампы до начала работы проходит от 2 до 15 минут, в зависимости от лампы. Спектр излучения УФ-лампы составляет только 30 % необходимого спектра, остальное приходится на видимую и инфракрасную часть электромагнитного излучения.
УФ-светодиоды — основной источник постоянного излучения. Средний срок службы светодиода составляет 40000 — 100000 часов. Переход в рабочий режим занимает доли секунд. Спектр излучения светодиода — фиксированный по определённому диапазону. Недостатки применения УФ-светодиодов — низкая мощность одного светодиода, высокая стоимость. Это компенсируется низким энергопотреблением, минимальным выделением тепловой энергии даже при длительном сроке эксплуатации, высоким КПД. Впервые принтер с системой отверждения чернил УФ-светодиодами был представлен в 2007 году на специализированной выставке FESPA в Берлине. Патент на «Способ отверждения вещества УФ-излучением и устройство для его осуществления» был опубликован в 2008 году . Держателем патента является Мирчев Владислав Юрьевич, президент компании IQDEMY. 
Исходя из сказанного выше ясно, что современные УФ-светодиоды выигрывают как по КПД, так и по стоимости и сроку эксплуатации. Однако, несмотря на это, почти 99 % производителей широкоформатных УФ-принтеров в качестве основного источника УФ-излучения выбирают лампы. Возможно, это происходит из-за отсутствия специальных УФ-чернил для светодиодов. К тому же результаты тестирования, проведённого сотрудником компании Dimatix Inc. Дерриком Мовлесом (Derrick Mowles), показали, что излучение УФ-светодиодов полимеризирует верхний слой чернил за несколько прогонов, в то время как УФ-лампа всего за один прогон.
Изобретение УФ-отверждаемых чернил устранило недостатки трафаретной печати. Во-первых, применение УФ-красок вместе с ротационными печатными аппаратами позволило увеличить скорость рулонной трафаретной печати, и приблизить её к скорости флексографической и офсетной печати. Это позволило эффективно сочетать различные печатные технологии в одной машине. Новые высокоскоростные тигельные и рулонные машины трафаретной печати обеспечивают точную приводку и возможность печатать на разнообразных материалах. Использование УФ-отверждаемых красок улучшило разрешающую способность печати и дало возможность печатать тонкими слоями, которые не засыхают на печатной форме и не забивают ячейки высоколиниатурной сетки.
Не так давно УФ-чернила имели ряд недостатков, которые мешали их использованию в многокрасочной широкоформатной печати. К примеру, при печати несколькими цветами чернил нельзя было допустить переотверждения слоя, поскольку последующий слой УФ-краски мог не закрепиться на предыдущем. Кроме того, слой краски был слишком хрупким. У современных УФ-чернил этих недостатков нет.

## Характеристики УФ-отверждаемых чернил
Стойкость:
- Современные УФ-чернила изготавливаются на основе полимеризирующихся под воздействием УФ-излучения веществ. Процесс полимеризации необратим, поэтому такие чернила насыщенные, яркие, жиро- и водоустойчивы, создают долговечные изображения с высокой стойкостью к стиранию и химически активным веществам.
- Использование УФ-отверждаемых чернил решает одну из главных технологических проблем — медленное закрепление обычных офсетных красок на оттиске. Это значительно расширяет ассортимент доступных для печати материалов. Отличные адгезионные свойства чернил позволяет наносить краску на любую основу[4].

Удобство использования:
- УФ-чернила однокомпонентны, в них нет испаряющегося элемента, поэтому они сочетают в себе свойства мгновенно застывать на запечатанной поверхности и не засыхать на принтере.
- Поскольку для УФ-чернил не требуются предварительное разведение растворителем, (краски поставляются в готовом к использованию виде) существенно сокращается время подготовки к печати.
- После застывания ультрафиолетовых чернил нет риска «смазывания» отпечатка. Это ускоряет производство и снижает процент брака.[5]

Экологичность:
- При длительном контакте с кожей УФ-отверждаемые чернила достаточно агрессивны, они могут вызвать аллергическую реакцию. Вместе с этим компоненты в составе чернил имеют менее выраженный запах по сравнению с сольвентными чернилами, что позволяет применять УФ-печать в интерьере.
- Работа мощных УФ-сушек приводит к выделению вредного для организма озона. Этот недостаток устраняется после установки специальных озоновых фильтров.

Неограниченный выбор материала для запечатывания:
- Бумажные носители (матовая и глянцевая бумага, бумага на фотооснове)
- Полимерные плёнки (глянцевые, матовые, со светорассеивающим покрытием)
- Баннерные материалы (на синтетической основе с водостойким покрытием)
- Текстиль (холст и синтетические ткани)
- Стеклотканевые обои
- Стекло, оргстекло
- Керамогранит, мрамор
- Металл, композиционный материал
- Дерево, МДФ, ЛДСП, пробковое покрытие
- ПВХ, пенокартон

Стоимость:
- Несмотря на более высокую стоимость УФ-чернил по сравнению с сольвентными, косвенная экономия приводит к снижению себестоимости продукции и значительному повышению её качества.

На конечную стоимость продукции влияет качество и технические характеристики запечатываемого материала, разрешение печати, послепечатная обработка, объём и срочность изготовления.